# 969
| 969                |
| ------------------ |
| Dødsfald - Fødsler |
|                    |

| Gregoriansk kalender | 969 CMLXIX              |
| Ab urbe condita      | 1722                    |
| Armensk kalender     | 418 ԹՎ ՆԺԸ              |
| Kinesiske kalender   | 3665 – 3666 戊辰 – 己巳 |
| Etiopisk kalender    | 961 – 962               |
| Jødisk kalender      | 4729 – 4730             |
| Hindukalendere       |                         |
| - Vikram Samvat      | 1024 – 1025             |
| - Shaka Samvat       | 891 – 892               |
| - Kali Yuga          | 4070 – 4071             |
| Iransk kalender      | 347 – 348               |
| Islamisk kalender    | 358 – 359               |

Se også 969 (tal)

## Begivenheder
- Fatimid-dynastiet udnævner Kairo til hovedstad, byen vokser kraftigt.

## Dødsfald
- 11. juli – Olga af Kijev, fyrstinde i Kijevriget og helgen i den Ortodokse kirke (født ca. 890).